# ベアトリクス・ホイト

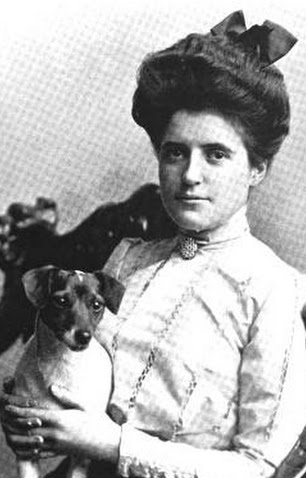
1901年の書籍より

ベアトリクス・ホイト（Beatrix Hoyt、1880年7月5日 – 1963年8月14日）は米国人アマチュアゴルファー。歴代全米女子アマチュア選手権優勝者の中で3番目の若さで初優勝した。また、同選手権を3連覇した5人のうちの一人に数えられる。 
ニューヨーク州ウェストチェスター郡に生まれる。リンカーン大統領時代に財務長官、その後連邦裁判所主席判事を務めたサーモン・P・チェイス（Salmon P. Chase、1808年 – 1873年）を祖父に持つ。 

1898年の書籍より

ニューヨーク州サウサンプトンにありジュニアや女子へのゴルフ普及に力を入れていたシネコックヒルズゴルフクラブのメンバーであり、ゴルフを始めてから僅か2年の16歳で全米女子アマに優勝した。16歳での優勝は、その後1971年にローラ・ボーに破られるまで最年少記録だった。続く2大会でも優勝した。また、予選ラウンドのストロークプレーのスコアは5年連続でトップの成績を収めた。1896年の大会は第2回大会だったが、この年から優勝者にロバートコックスカップが授与されるようになった。1897年にはウェストチェスターカントリークラブで行われた混合フォーサム選手権でウィリアム・サンズ (William Sands) をパートナーにして優勝した。1900年の全米女子アマの準決勝戦でマーガレット・カーチスに敗れ、競技ゴルフから引退した。19歳だった。引退後は風景画や彫刻製作に打ち込んだ。 